# روی شایدر
روی شایدر (انگلیسی: Roy Scheider؛ زاده ۱۰ نوامبر ۱۹۳۲ – درگذشته ۱۰ فوریهٔ ۲۰۰۸) هنرپیشه اهل ایالات متحده آمریکا بود. وی بین سال‌های ۱۹۶۱ تا ۲۰۰۸ میلادی فعالیت می‌کرد.
از فیلم‌هایی که وی در آن نقش داشته است، می‌توان به آرواره‌ها، ارتباط فرانسوی، مجازاتگر، ماراتن من، رستاخیز، آرواره‌ها ۲، کلوت، خانه روسی، افسانه اثر انگشت‌ها، جادوگر، در اعماق دریا و اینطور چیزها اشاره کرد.